# Огняново (язовир)
Вижте пояснителната страница за други значения на Огняново.
„Огняново“ е язовир изграден по поречието на река Лесновска. Той е един от тридесетте най-значими язовира в България. Построен е за нуждите на Кремиковци и за напоителни нужди.
Наречен е по името на село Огняново, намиращо се в непосредствена близост.
Мястото е подходящо за отдих и риболов, в района на язовира могат да се изграждат и палаткови лагери. Може да се лови уклей, костур, каракуда, шаран, речен кефал, бял амур и др.
Преди построяването на яз. Огняново е имало път свързващ с. Огняново и с. Голема Раковица. Той е на дъното на язовира и може да се види началото му преди водата.